# Terem (Hongrie)
Pour les articles homonymes, voir Terem (homonymie).
Terem est un village et une commune du comitat de Szabolcs-Szatmár-Bereg en Hongrie.